# Maratón de Berlín de 2023
La Maratón de Berlín de 2023 es una prueba deportiva que se celebró en la capital alemana el 24 de septiembre de 2023. Era la cuadragésima novena edición de la Maratón de Berlín, que se organizó por primera vez en 1974.

## Resultados
Tan solo se muestran los diez primeros clasificados de cada modalidad.

### Masculina
| Posición          | Corredor                | Nacionalidad | Tiempo                  |
| ----------------- | ----------------------- | ------------ | ----------------------- |
| Medalla de oro    | Eliud Kipchoge          | Kenia        | 2:02:42                 |
| Medalla de plata  | Vincent Kipkemoi        | Kenia        | 2:03:13                 |
| Medalla de bronce | Tadese Takele           | Etiopía      | 2:03:24                 |
| 4                 | Ronald Korir            | Kenia        | 2:04:22                 |
| 5                 | Haftu Teklu             | Etiopía      | 2:04:42                 |
| 6                 | Andualem Belay Shiferaw | Etiopía      | 2:04:44                 |
| 7                 | Amos Kipruto            | Kenia        | 2:04:49                 |
| 8                 | Philemon Kiplimo        | Kenia        | 2:04:56                 |
| 9                 | Amanal Petros           | Alemania     | 2:04:58 Recórd Nacional |
| 10                | Bonface Kimutai Kiplimo | Kenia        | 2:05:05                 |

### Femenina
| Posición          | Corredora        | Nacionalidad | Tiempo                 |
| ----------------- | ---------------- | ------------ | ---------------------- |
| Medalla de oro    | Tigst Assefa     | Etiopía      | 2:11:53 Récord mundial |
| Medalla de plata  | Sheila Chepkirui | Kenia        | 2:17:49                |
| Medalla de bronce | Magdalena Shauri | Tanzania     | 2:18:41                |
| 4                 | Zeineba Yimer    | Etiopía      | 2:19:07                |
| 5                 | Senbere Teferi   | Etiopía      | 2:19:21                |
| 6                 | Dera Dida        | Etiopía      | 2:19:24                |
| 7                 | Workenesh Edesa  | Etiopía      | 2:19:40                |
| 8                 | Helen Bekele     | Etiopía      | 2:19:44                |
| 9                 | Charlotte Purdue | Reino Unido  | 2:22:17                |
| 10                | Fikrte Wereta    | Etiopía      | 2:23:01                |

### Masculina en silla de ruedas
| Posición          | Corredor | Nacionalidad | Tiempo |
| ----------------- | -------- | ------------ | ------ |
| Medalla de oro    |          |              |        |
| Medalla de plata  |          |              |        |
| Medalla de bronce |          |              |        |
| 4                 |          |              |        |
| 5                 |          |              |        |
| 6                 |          |              |        |
| 7                 |          |              |        |
| 8                 |          |              |        |
| 9                 |          |              |        |
| 10                |          |              |        |

### Femenina en silla de ruedas
| Posición          | Corredora | Nacionalidad | Tiempo |
| ----------------- | --------- | ------------ | ------ |
| Medalla de oro    |           |              |        |
| Medalla de plata  |           |              |        |
| Medalla de bronce |           |              |        |
| 4                 |           |              |        |
| 5                 |           |              |        |
| 6                 |           |              |        |
| 7                 |           |              |        |
| 8                 |           |              |        |
| 9                 |           |              |        |
| 10                |           |              |        |